# Exechiopsis davatchii
Exechiopsis davatchii är en tvåvingeart som först beskrevs av Loïc Matile 1969.  Exechiopsis davatchii ingår i släktet Exechiopsis och familjen svampmyggor. Enligt den finländska rödlistan är arten nära hotad i Finland. Arten är reproducerande i Sverige. Artens livsmiljö är naturmoskogar. Inga underarter finns listade i Catalogue of Life.